# 邵傳勇
邵傳勇（英語：Timothy Zau，1968年4月13日—），香港男演員，曾為亞洲電視及無綫電視以及上海影視有限公司旗下藝人，目前在工作重心轉往中國內地發展。邵傳勇的家族擁有閃族及以色列血統。

## 背景
邵傳勇生於富裕家庭，有二姊一兄，其中一名兄長邵傳威生前任職錫安教會牧師，一名胞姊是德寶電影公司的幕後製片。太公是上海著名裁縫師，擁有「上海第一棉紡織廠」，與邵逸夫為同一家族成員、同一太公，但不同房。外公李英是上海演員及編導，外婆是1930至1940年代著名電影明星民國影后顧蘭君，表哥是電影導演陳德森。堂兄父親是香港電子大王邵炎忠，堂兄則是已故飛利浦亞太區信息科技部總監兼浙江省政協委員邵傳偉。邵傳勇早年就讀陝西省榆林市定邊縣第四中學，1983年來到香港定居且入讀拔萃男書院。
後來家道中落，由於父親沒法繼續支付昂貴的學費，當時正在英國蘇格蘭寄宿學校Rannoch School就讀高中的邵被逼回流返港，並於1984年參加洪金寶展開的演員招募活動，從此開始其演藝生涯。首部參演的電影為1984年的《貓頭鷹與小飛象》。1985年至1988年簽約德寶電影公司。1988年轉簽泛亞影業。除了錄製《《十八樓C座》（為時1年），亦學習唱歌。未幾於1989年獲泛亞安排加入亞洲電視，以增加演藝經驗。1990年代初蒙大導演張徹提拔，與李婉華及姜大衛演出1993年電視劇《刺馬》的男主角。至1995年約滿亞洲電視，1996年才轉投無綫電視。
1997年8月25日凌晨，邵傳勇與友人消遣後駕車返回西貢寓所途中，於土瓜灣九龍城道撞死一名雨中正撐傘橫過馬路的77歲老翁黃朱，涉嫌醉酒駕駛。後被判不小心駕駛，入獄1個月，緩刑1年，並吊銷車牌1年及罰款港幣3500元。1998年2月14日情人節，他乘坐友人私家車到清水灣時再遇車禍，他的第二節頸椎斷裂險告癱瘓，幸治療近半年後康復。而他在《陀槍師姐》系列中飾演的「歐志强」（花灑）一角成了他其中一個代表作。及後於1999年，邵傳勇與、肥媽、駱達華等人一同開設火鍋店，最終因經營不善而結業。2001年，邵駱二人、黃澤鋒及另外6名股東合資300萬於尖沙嘴柯士甸道開設火鍋店「麻辣小喇叭」，邵、駱往後因經營問題退股，並合資於中環嚤囉廟街開設食肆「菜拾伍」私房菜。2003年更租下郭富城經理人小美及排舞師黃國榮（Sunny Wong）等人在2000年合資約700萬，於銅鑼灣民安廣場的結業餐廳Studio Workshop & Cafe。集資近500萬於開設會員制的高級私房菜館及音樂吧「Joint十五」。同年，邵傳勇再被控不小心駕駛。
由於要照顧在上海定居的母親，邵傳勇於2007年約滿無綫電視後，將工作重心完全轉移至中國內地和定居上海市靜安區。初年簽約為上海影視有限公司旗下藝人，到了2015年簽約上海映藝文化傳播。2016年伙拍呂頌賢創辦「焱格格素食料理火鍋（星空明星店）」，也因開拍網劇關係創立了一間影視公司「傳頌影業」。自己其後於2021年在上海閔行區開設私房菜食肆「湯晟一品」。

## 個人生活
邵傳勇於1992年起與藝人黎芷珊拍拖。他在1998年發生車禍後獲對方悉心照料，惟二人於2000年4月分手。他於2012年與內地人屠焱註冊結婚，婚後育有一名繼女。繼女温菁霞，又名温茉言是中國內地影視演員。
2008年，邵傳勇、吳岱融、劉雪華等藝人一同到上海红十字會參與為四川汶川大地震受災民眾舉行的募捐活動。

## 演出作品
*以下列表只記錄邵傳勇演出過的影視作品，若有遺漏，請協助補充相關資料。

### 電視劇（亞洲電視）
| 首播   | 名稱             | 角色       | 備註 |
| 1989年 | 安樂茶飯         | 謝三祥     |      |
| 1989年 | 白骨陰陽劍       | 葛青風     |      |
| 1989年 | 大靈界           | 伍克基     |      |
| 1989年 | 夜琉璃           |            |      |
| 1990年 | 佳偶天成         | 王子瑜     |      |
| 1990年 | 富貴冤家         | 施昊然     |      |
| 1990年 | 第三間電台       | 阿華       |      |
| 1991年 | 暴雨燃燒         | 小韋       |      |
| 1991年 | 龍泉奇俠         | 何炳雄     |      |
| 1992年 | 大都會鄉里       | 王東發     |      |
| 1993年 | 九命奇冤梁天來   | 凌貴興     |      |
| 1994年 | 碧血青天珍珠旗   | 龍嘯天     |      |
| 1995年 | 一屋兩鬼三人行   | 王廣友     |      |
| 1995年 | 包青天之英雄本色 | 英武侯曹平 |      |
| 1995年 | 九品芝麻官       | 趙飛龍     |      |
| 1995年 | 女幹探           |            |      |

### 電視劇（無綫電視）
| 首播   | 名稱                      | 角色             | 備註                                           |
| 1996年 | 真情                      | 阿龍             | 第154-157集                                    |
| 1997年 | 大刺客                    | 石錦標           | 第三單元：刺馬 （清朝時代）                    |
| 1997年 | 香港人在廣州              | Chicken          |                                                |
| 1997年 | 壹號皇庭V                 | 蘇振威           |                                                |
| 1997年 | 樂壇插班生                | 齊偉明           |                                                |
| 1997年 | 當女人愛上男人            | 許國昌           |                                                |
| 1998年 | 陀槍師姐                  | 歐志強           |                                                |
| 1999年 | 人龍傳說                  | 貔貅             |                                                |
| 1999年 | 創世紀                    | 朱永昌           |                                                |
| 1999年 | 反黑先鋒                  | 王律師           |                                                |
| 1999年 | 狀王宋世傑（貳）          | 王清竹           |                                                |
| 1999年 | 非常保鑣                  | 新               |                                                |
| 2000年 | 陀槍師姐II                | 歐志強           |                                                |
| 2000年 | 金裝四大才子              | 張慈             |                                                |
| 2000年 | 夢想成真                  | 細眼仔           |                                                |
| 2000年 | 無業樓民                  | 應修揚           |                                                |
| 2001年 | 娛樂反斗星                | 黎敏東           |                                                |
| 2001年 | 倚天屠龍記 (2001年電視劇) | 平南王           |                                                |
| 2001年 | 尋秦記                    | 烏廷威           | 第4-5、8、10-12集                              |
| 2001年 | 陀槍師姐III               | 歐志強           |                                                |
| 2001年 | 七姊妹                    | 豉油碟           |                                                |
| 2001年 | 勇探實錄                  | 巨龍             |                                                |
| 2001年 | 勇往直前                  | 賽馬評述員       |                                                |
| 2002年 | 烈火雄心II                | 歐思武           | 第2-3、7-8、10、13、16、20、22-24、28、31-33集 |
| 2002年 | 我要Fit一Fit              | 杰               |                                                |
| 2002年 | 談判專家                  | 葉德強           |                                                |
| 2003年 | 大唐雙龍傳                | 王玄應           |                                                |
| 2003年 | 九五至尊                  | 榮嘉俊           |                                                |
| 2003年 | 黑夜彩虹                  | 裴志輝           |                                                |
| 2003年 | 皆大歡喜                  | CID探員          | 第157集                                        |
| 2003年 | 花樣中年                  | 祺               |                                                |
| 2003年 | 撲水冤家                  | 黃仔             |                                                |
| 2004年 | 陀槍師姐IV                | 歐志強           |                                                |
| 2004年 | 楚漢驕雄                  | 曹參             |                                                |
| 2004年 | 皆大歡喜                  | 劇集導演         | 第336集                                        |
| 2004年 | 棟篤神探                  | Andy             |                                                |
| 2004年 | 翡翠戀曲                  | 陳襄理           |                                                |
| 2005年 | 秀才遇著兵                | 喬振北           |                                                |
| 2005年 | 御用閒人                  | 周日炳           |                                                |
| 2005年 | 胭脂水粉                  | 李炳             |                                                |
| 2005年 | 人間蒸發                  | 鍾手下           |                                                |
| 2005年 | 翻新大少                  | 江成就           |                                                |
| 2006年 | 愛情全保                  | Bacon            |                                                |
| 2006年 | 法證先鋒                  | 雷有權           |                                                |
| 2006年 | 鳳凰四重奏                | 劉廣             |                                                |
| 2006年 | 賭場風雲                  | 阿年             |                                                |
| 2006年 | 東方之珠                  | 坤哥             |                                                |
| 2006年 | 潮爆大狀                  | 大海城地盤總監督 |                                                |
| 2007年 | 迎妻接福                  | 曲發             |                                                |
| 2007年 | 通天幹探                  | 綁匪豪           | 第32-33集                                      |
| 2007年 | 歲月風雲                  | 何堅             |                                                |
| 2008年 | 千謊百計                  | 茅富/錢富        | 無綫電視收費劇集台首播                         |

### 電視劇（其他）
| 首播   | 名稱           | 角色             | 備註                   |
| 1993年 | 刺馬           | 張文祥           | 台視                   |
| 1993年 | 戲說乾隆       | 陳沐             | 台視                   |
| 1994年 | 現代愛情故事   |                  | 蕭鍵鏗監製             |
| 2008年 | 八仙全傳       | 張果（假張果老） | 中國內地               |
| 2009年 | 多情女人癡情男 | 喬忠良           | 中國內地               |
| 2009年 | 爸爸天亮叫我   | 劉小春           | 中國內地               |
| 2010年 | 刁蠻嬌妻蘇小妹 | 陳季常           | 中國內地               |
| 2010年 | 聊齋           | 韓繼祖           | 單元《梅女》、中國內地 |
| 2011年 | 帝錦           | 何遠             | 中國內地               |
| 2011年 | 一屋兩鬼三人行 | 王廣友           | 中國內地               |
| 2012年 | 新都市人       | 狗子             | 中國內地               |
| 2012年 | 雙雄           | 蕭萬坤           | 中國內地               |
| 2014年 | 濤女郎         | 左大可           | 中國內地               |
| 2015年 | 聊斋新编       | 李大貴           | 單元《連瑣》、中國內地 |
| 2015年 | 大好時光       | 老董             | 中國內地               |
| 2018年 | 吃素的小爸     | 林寬             | 兼任總製作人、中國內地 |

### 電視電影
- 1996年：賊至尊（無綫電視）

### 電影
- 1984年：貓頭鷹與小飛象 飾 少年
- 1985年：生死線	飾 阿添
- 1986年：八喜臨門
- 1986年：痴心的我 飾 珍弟弟
- 1986年：龍在江湖 飾 運白粉少年
- 1987年：鬼馬校園 飾 宋家明
- 1988年：雙肥臨門 飾 嘍囉
- 1989年：四千金
- 1989年：邊緣歲月 飾 Stephen
- 1991年：不文小丈夫之銀座嬉春 飾 楊又新
- 1991年：沙丘戰士
- 1992年：帶你嫖韓日
- 1992年：富貴黃金屋 飾 阿勇
- 1992年：危險情人
- 1992年：何日金再來
- 1992年：絕代雙驕
- 1993年：蜜桃成熟時
- 1993年：情人知己
- 1994年：999誰是兇手 飾 John
- 1995年：城市炸彈
- 1995年：金玉滿堂 飾 新郎
- 1995年：終身大事
- 1995年：廣州殺人王之人皮日記 飾 阿良
- 1998年：玉蒲團之官人我要  飾 朱志昂
- 1998年：藝壇照妖鏡之96應召名冊
- 1998年：愈快樂愈墮落
- 1998年：玉蒲團III官人我要 飾 朱志昂
- 2000年：兩隻衰鬼唔識死
- 2000年：OL誘惑之各自各精彩
- 2001年：人頭豆腐湯  飾 阿榮
- 2001年：新流氓醫生
- 2001年：七號差館 飾 勇
- 2001年：一個爛賭的傳說
- 2001年：困獸
- 2002年：互動殺人事件
- 2002年：黑道風雲 飾 梁國彰督察
- 2002年：我愛一碌葛
- 2002年：35米厘兇心人 飾 標哥
- 2006年：情意拳拳 飾 師奶殺手 A
- 2013年：瑪麗的天使 飾 李志超
- 2019年：緝毒風暴 飾 管家（網絡電影）
- 2019年：逃離慾望島 飾 錢金寶（網絡電影）

### 舞台劇
- 1990年代：女大不中留
- 2010年：逃跑新娘 飾 康康

### 廣播節目
- 1988年至1989年：十八樓C座（香港商業電台）

### 節目主持（亞洲電視）
- 1989年：吳耀漢攪攪震

## 參與節目
演出
- 1990年：開心主流派（亞洲電視）[37]

嘉賓
- 2002年：名人飯局（無綫電視）
- 2004年：食通香港地（無綫電視）
- 2009年：新語·情書（第一季《屬找你的夢中情人》）
- 2012年：夫妻天下（天津電視台）
- 2012年：中國夢想秀（浙江衛視）[38]
- 2014年：翻箱底（上海廣播電視台）
- 2018年：今天誰買單（東方衛視）
- 2017年：瘋狂的冰箱（東方衛視）
- 2017年：時尚先鋒（上海廣播電視台）
- 2018年：瘋狂的冰箱（東方衛視）
- 2018年：瘋狂食驗室（上海廣播電視台）
- 2019年：瘋狂的冰箱（東方衛視）
- 2019年：林盧去追星（ViuTV）
- 2019年：儂好上海（上海廣播電視台）
- 2020年：瘋狂的冰箱（東方衛視）
- 2021年：江淮小戲骨（淮南廣播電視台）

## 執導作品
- 2016年：不死之身（網絡電影）[39][40]

## 外部連結
- 邵傳勇的新浪微博